# 輝冥珠
輝　冥珠(こう　めいじゅ)（古川珠実）は、日本の占星術師。ミス・シャリマーのペンネームでも活動している。

## 来歴
横須賀市生、立正大学卒業、ケンブリッジ大学サマースクールにて西洋占星学講座にて学ぶ。中学・高校の教員免許、図書館司書の資格を持ちながら詩や小説など物書きの道を選択。
各種占術や神秘学を独学しつつ、心理カウンセラーの資格を取る。
門馬寛明に師事して占星学の道に入る。
英国占星学協会終身会員。
各種雑誌の占いページの執筆をメインに、テレビやラジオ番組にも出演。

## 著書
- あなたと彼の星占い　永岡書店でデビュー
- らぶらぶ　　　　　　永岡書店 (ASIN: B000J7XPP6)
- I amA型　12支占い―クロスオーバー感覚でA型人間を再発見 永岡書店 (ISBN 4522013655)
- I amB型　12支占い―クロスオーバー感覚でB型人間を再発見 永岡書店 (ISBN 4522013663)
- I amO型　12支占い―クロスオーバー感覚でO型人間を再発見 永岡書店 (ISBN 4522013671)
- I amAB型　12支占い―クロスオーバー感覚でAB型人間を再発見 永岡書店 (ISBN 452201368X)
- 恋愛区星占いの街3丁目　第五出版 みき書房 (ASIN B000J7T7GC)
- 聡明な女性はなぜ化粧がうまいのか ビッグセラーズ・ジャパン (ASIN B000J7KS8I)

ミス・シャリマー名義では
- 星座別 365日恋占い コバルト文庫（集英社）(ISBN 408611710X)
- 龍宮占い 集英社 (ISBN 483425044X)